# Попов, Леонид Андреевич
Леонид Андреевич Попов (14 августа 1919 — 1 апреля 1990) — якутский поэт, переводчик. Народный поэт Якутии.

## Биография
Леонид Попов родился 14 августа 1919 года в Арылахском наслеге Сунтарского улуса Якутской области в семье учителя. Образование получил в Якутском педагогическом институте и на Высших литературных курсах при Литературном институте им. А. М. Горького. Работал в Якутском книжном издательстве и в журнале «Хотугу сулус».

## Творчество
Первые произведения Попова были напечатаны в 1937 году. Отдельным изданием сборник его стихов о Великой Отечественной войне «Күүтэбин көрсүһэр күннэри» (Жду дней встречи) впервые вышел в 1943 году. Перу Попова принадлежат поэтические сборники «Истиҥ сүрэхтэн» (От всего сердца), «Хоптолор» (Чайки), «Хаамыах халыҥ хаарынан» (Идём по снежной целине). Наибольшую известность получили поэма Попова «Ырыа буолбут олох» (Жизнь, ставшая песней; о Герое Советского Союза Ф. К. Попове) и поэма «Мин республикабар» (Моей республике). Добытчикам алмазов посвящена пьеса Попова «Түбүктээх сынньалаҥ» (Беспокойный отдых).
Попов перевёл на якутский язык «Тараса Бульбу» Н. Гоголя, «Повесть о настоящем человеке» Б. Полевого и «Молодую гвардию» А. Фадеева, стихи А. Пушкина, М. Лермонтова, В. Маяковского и др.
При жизни были переведены на русский язык многие его произведения, как поэтические, так и прозаические. Так, в 1948 году вышел сборник «Жизнь, ставшая песней», в 1953 году – два сборника с переводами его стихотворений и поэм: «Утро над Леной» и «Свет над тайгой, в 1979 году – «От океана до океана», в 1986 году – «Зову май» и другие.
Переводчиками его стихотворений были А. Ахматова, В. Бугаевский,  Р. Казакова, А. Лаврик, А. Преловский, Ю. Разумовский, В. Рябцев, В. Тушнова, Л. Черноморцев, М. Шехтер, В. Щепотев и другие.
По мнению специалистов, образцом адекватного перевода являются переводы Анны Ахматовой, которой удалось сделать свой перевод понятным, близким для русскоязычного читателя, но в то же время сохранить смысл, стиль и образность оригинала. Анализ оригиналов и переводов выявляет высокое мастерство Ахматовой-переводчика, которое отличают тонкая поэтическая интуиция, художественный вкус, интерпретация подстрочников

## Награды
Лауреат Государственной премии РСФСР им. М. Горького.
Награждён орденами Трудового Красного Знамени, «Знак Почета» и медалями.